# Sphenomorphus pratti
Sphenomorphus pratti är en ödleart som beskrevs av  George Albert Boulenger 1903. Sphenomorphus pratti ingår i släktet Sphenomorphus och familjen skinkar. Inga underarter finns listade i Catalogue of Life.